# راینوتراکئیت ویروسی گربه

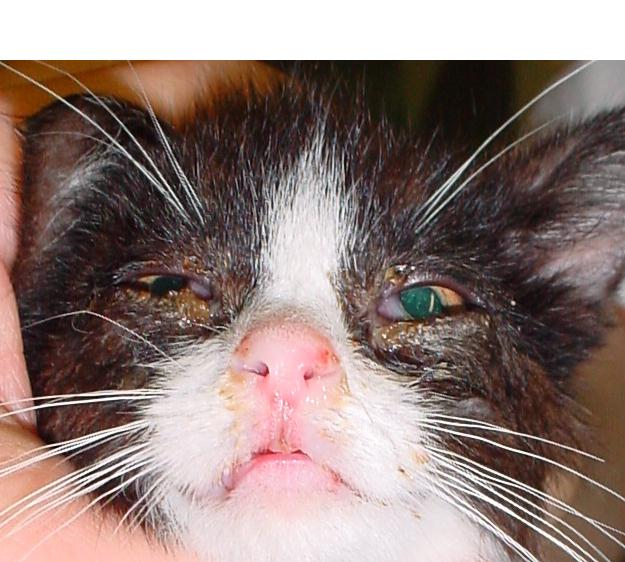
گربهٔ مبتلا به عفونت راینوتراکئیت ویروسی

راینوتراکئیت ویروسی گربه (FVR) یک عفونت دستگاه تنفسی فوقانی یا ریوی گربه‌ها است که توسط آلفا-هرپس‌ویروس گربه‌ها (FeHV--1) از خانوادهٔ هرپس‌ویروسان ایجاد می‌شود. معمولاً به این بیماری، آنفلوانزای گربه، کورایزای گربه و پنومونی گربه نیز گفته می‌شود، اما از آن‌جایی‌که این عبارات، مجموعه‌های بسیار متمایز دیگری از علائم تنفسی را توصیف می‌کنند، نام‌های اشتباهی برای این بیماری هستند. بیماری‌های تنفسی ویروسی در گربه‌ها به‌ویژه در محل‌های نگهداری و پرورش گربه‌ها می‌تواند جدی باشد. این بیماری نیمی از تمامی موارد بیماری تنفسی را در گربه‌ها ایجاد کرده و مهم‌ترین این بیماری‌ها است و در سراسر جهان یافت می‌شود. عامل مهم دیگر بیماری تنفسی در گربه‌ها کلسی‌ویروس گربه‌ها است.
راینوتراکئیت ویروسی گربه بسیار مسری است و می‌تواند باعث بیماری شدید، از جمله مرگ بر اثر سینه‌پهلو در بچه‌گربه‌های کوچک شود. همچنین می‌تواند باعث سندرم بچه‌گربه سینه‌مسطح شود، اما بیشتر شواهد برای این موضوع، در حد گفته‌ها است. همه اعضای خانوادهٔ گربه‌ایان مستعد ابتلا به راینوتراکئیت ویروسی هستند. ویروس آلفاهرپس-۱ باعث انسفالیت کشنده در شیرها در آلمان شده‌است.
ویروس آلفاهرپس-۱ نخستین بار در سال ۱۹۵۸ در ایالات متحده از گربه‌ها جداسازی شد.

## انتقال
راینوتراکئیت ویروسی گربه‌ها تنها از طریق تماس مستقیم منتقل می‌شود. در بافت‌های بینی و حلق و لوزه‌ها تکثیر می‌شود. ویرمی (وجود ویروس در خون) نادر است. ویروس در بزاق و ترشحات چشم و بینی انتشار یافته و همچنین می‌تواند توسط فومیت‌ها پخش شود. راینوتراکئیت ویروسی گربه‌ها یک دورهٔ نهفتگی دو تا پنج‌روزه دارد. ویروس، یک تا سه هفته پس از آغاز عفونت، دفع می‌شود. گربه‌هایی که به‌تدریج آلوده شده‌اند (ناقلین) ویروس FHV-1 را به‌طور متناوب تا پایان زندگی خود دفع می‌کنند و ویروس در گانگلیون سه‌قلو باقی می‌ماند. استرس و استفاده از کورتیکواستروئیدها باعث تسریع انتشار می‌شود. بیشتر مواد ضدعفونی‌کننده و شوینده‌ها در برابر ویروس مؤثر هستند.

## نشانه‌های بالینی

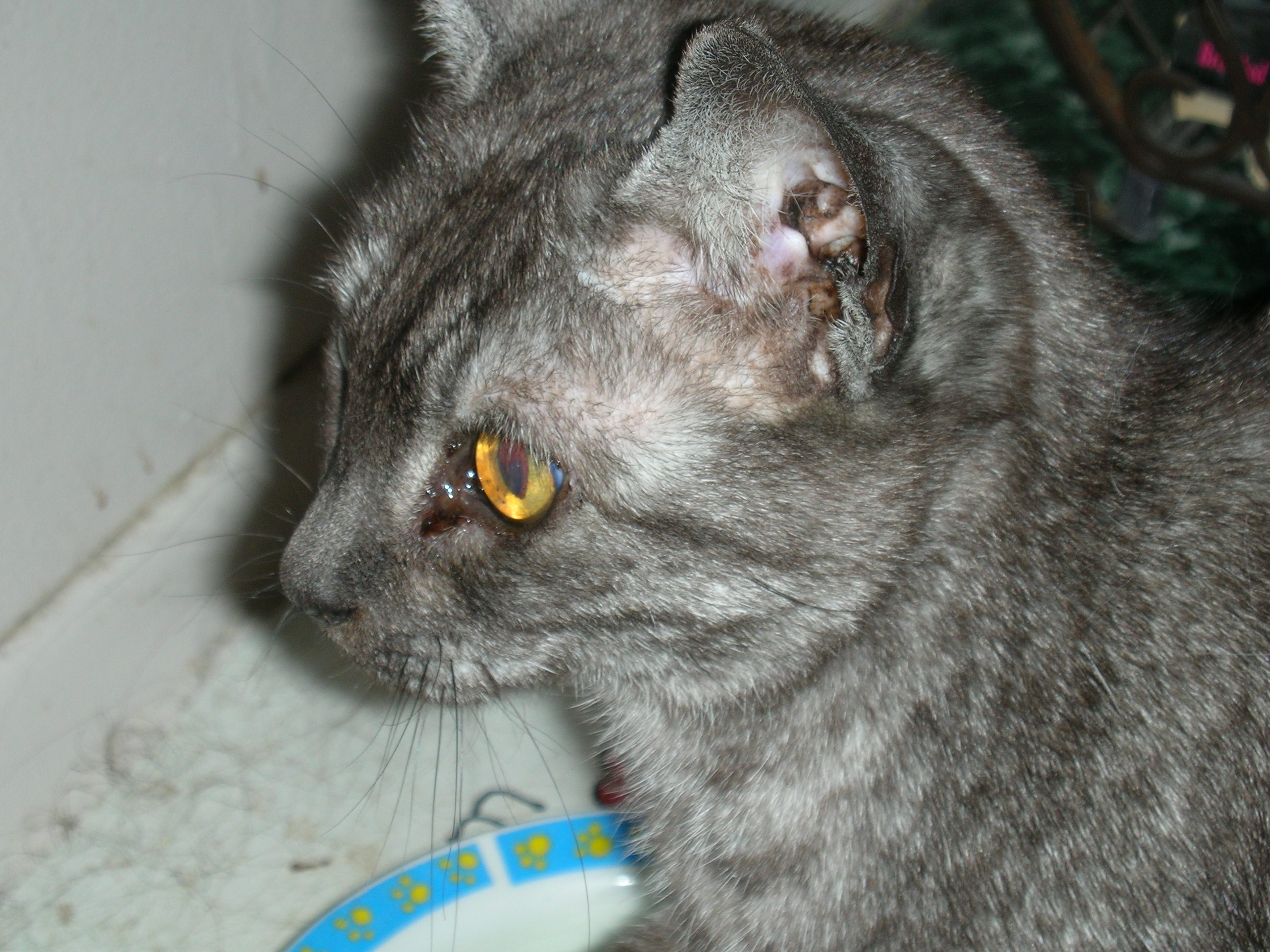
یک گربهٔ حامل راینوتراکئیت ویروسی

نشانه‌های اولیهٔ راینوتراکئیت ویروسی گربه‌ها شامل سرفه، عطسه، ترشحات بینی، التهاب ملتحمه و گاهی تب و از دست دادن اشتها است. این موارد معمولاً در عرض چهار تا هفت روز برطرف می‌شوند، اما عفونت‌های باکتریایی ثانویه می‌توانند باعث تداوم نشانه‌های بالینی برای هفته‌ها شوند. سینوزیت پیشانی و آمپیم نیز می‌تواند ایجاد شود.

## تشخیص
تشخیص راینوتراکئیت ویروسی گربه‌ها معمولاً با علائم بالینی به‌ویژه زخم قرنیه است. تشخیص قطعی را می‌توان با ایمونوفلورسانس مستقیم یا جداسازی ویروس انجام داد. با این‌حال، بسیاری از گربه‌های سالم، ناقلِ تحت بالینی ویروس تبخال گربه‌ها هستند، بنابراین آزمایش مثبت FHV-1 لزوماً نشان نمی‌دهد که علائم عفونت دستگاه تنفسی فوقانی ناشی از راینوتراکئیت ویروسی است. در اوایل دورهٔ بیماری، تجزیه و تحلیل بافت‌شناسی سلول‌های لوزه‌ها، بافت بینی یا غشای پلکی (پلک سوم) ممکن است اجسام انکلوزیونی (مجموعه‌ای از ذرات ویروسی) را در هستهٔ سلول‌های آلوده نشان دهد.

## درمان و پیشگیری

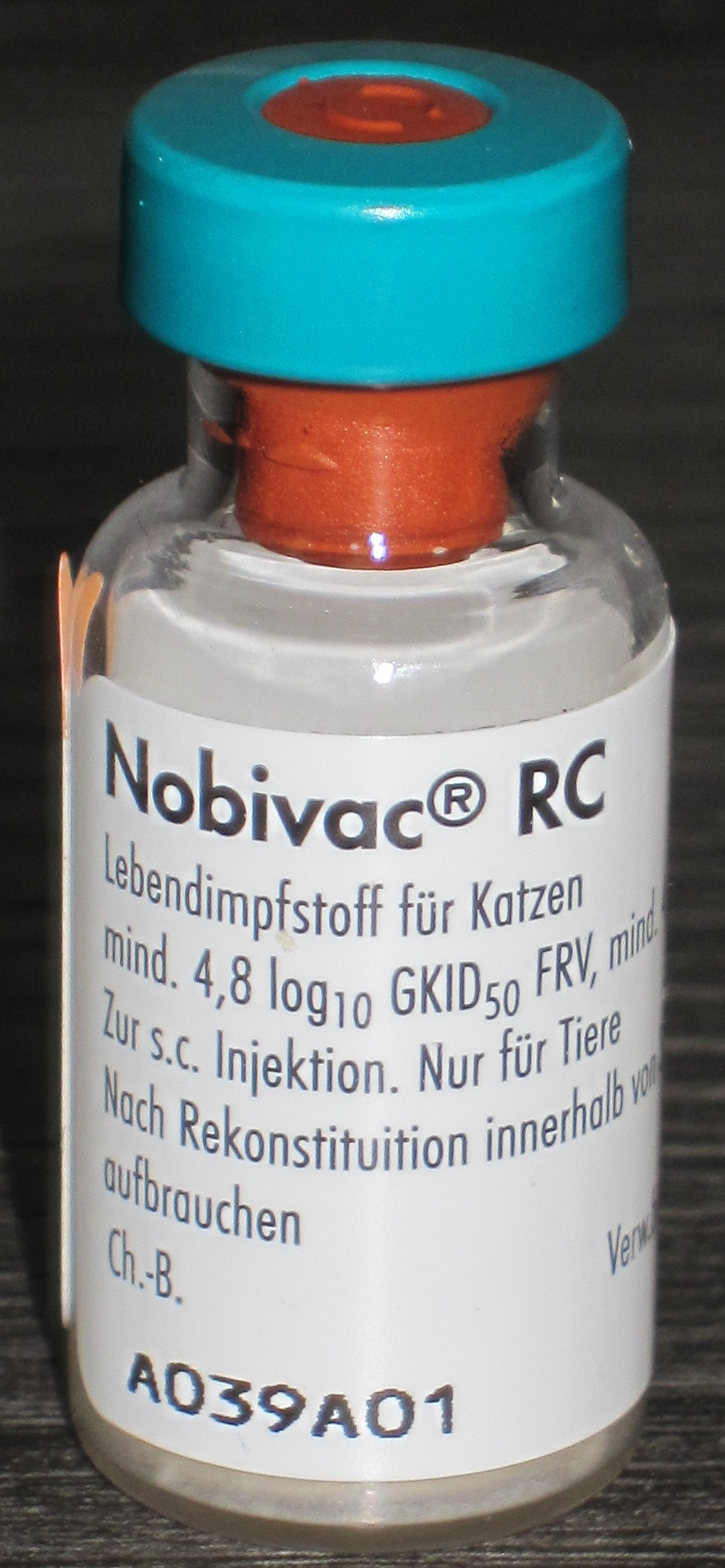
واکسن Nobivac RC حاوی ویروس تضعیف‌شده FHV-1 است و ایمنی مؤثری علیه راینوتراکئیت ویروسی گربه ایجاد می‌کند.

محرک ایمنی پلی‌پرنیل تنها درمان تأییدشده در حال حاضر در ایالات متحده برای راینوتراکئیت گربه ناشی از ویروس هرپس-۱ است. اثربخشی در یک پژوهش بالینی با گربه‌هایی که به‌طور آزمایشی به ویروس هرپس گربه‌سانان آلوده شده بودند، به این شرح، نشان داده شد:
۲۰ گربه با محرک ایمنی پلی‌پرنیل درمان شدند و ۲۰ گربه دارونما دریافت کردند. این پژوهش نشان داد که شدت بیماری در گروه تحت درمان با پلی‌پرنیل کمتر بود. ایمنی در ۳۹۰ گربهٔ خانگی از ۲ روز تا ۱۶ سال، که در ۱۰ ایالت زندگی می‌کردند، نشان داده شد. (ibid)
آنتی‌بیوتیک‌ها معمولاً برای جلوگیری از عفونت‌های باکتریایی ثانویه استفاده می‌شوند. در حال حاضر هیچ داروی ضدویروس خاصی برای راینوتراکئیت ویروسی گربه‌ها استفاده نمی‌شود، اگرچه یک مطالعه نشان داده‌است که گان‌سیکلوویر، PMEDAP و سیدوفوویر نویدبخش درمان هستند. تحقیقات جدیدتر نشان داده‌است که فام‌سیکلوویر سیستمیک در درمان این عفونت در گربه‌ها بدون عوارض جانبی گزارش‌شده با سایر عوامل ضدویروسی مؤثر است. موارد شدیدتر ممکن است به مراقبت‌های حمایتی مانند مایع‌درمانی داخل وریدی، اکسیژن‌درمانی یا حتی لولهٔ تغذیه نیاز داشته باشند. التهاب ملتحمه و زخم قرنیه با آنتی‌بیوتیک‌های موضعی برای عفونت‌های باکتریایی ثانویه درمان می‌شوند. لیزین معمولاً به‌عنوان یک درمان استفاده می‌شود. با این‌حال، در یک مرور سیستماتیک در سال ۲۰۱۵، نویسندگان، تمام کارآزمایی‌های بالینی با گربه‌ها و همچنین پژوهش‌های برون‌تنی را بررسی کردند و به این نتیجه رسیدند که مکمل لیزین احتمالاً برای درمان یا پیشگیری از عفونت ویروس هرپس-۱ گربه‌ها مؤثر نیست.

### واکسن
یک واکسن برای راینوتراکئیت ویروسی گربه‌ها موجود است (کد طبقه‌بندی: QI06AA08، به‌علاوهٔ واکسن‌های ترکیبی مختلف)، اما اگرچه شدت بیماری را محدود یا ضعیف می‌کند و ممکن است انتشار ویروس را کاهش دهد، از عفونت با این ویروس، جلوگیری نمی‌کند. پژوهش‌ها نشان داده‌اند که مدت زمان مصونیت این واکسن دست‌کم سه سال است. نشان داده شده‌است که استفاده از سرم‌شناسی برای نشان دادن آنتی‌بادی‌های در گردش علیه ویروس FHV-1 برای نشان دادن محافظت در برابر این بیماری، ارزشمند است.

### جلوگیری از انتشار ویروس
بیشتر ضدعفونی‌کننده‌های خانگی، ویروس FHV-1 را غیرفعال می‌کنند. این ویروس می‌تواند تا ۱۸ ساعت در یک محیط مرطوب زنده بماند، اما کمتر در یک محیط خشک و تنها به‌مدت کوتاهی به‌عنوان یک آئروسل زنده می‌ماند.